# Nationalmuseum Kyōto
Das Nationalmuseum Kyōto (japanisch 京都国立博物館, Kyōto Kokuritsu Hakubutsukan) wurde 1897 als Kaiserliches Museum Kyōto (帝国京都博物館) gegründet und ist eines der ältesten und bedeutendsten Kunstmuseen Japans. Es steht im Stadtbezirk Higashiyama-ku in Kyōto. Seinen Sammlungsschwerpunkt stellt die vormoderne japanische und asiatische Kunst dar.

## Bedeutung für Japan
Es besitzt mehr als 12.000 Exponate, wovon 27 als Nationalschatz Japans und 181 weitere als wichtiges nationales Kulturgut (Stand: 2006) registriert sind. Viele Exponate stammen aus den verschiedenen kaiserlichen Häusern oder aus den Tempeln des Landes. Es gibt auch eine große Sammlung Fotografien von Kunstobjekten.

## Geschichte
Die Bauarbeiten begannen 1889 gemeinsam mit denen am Kaiserlichen Museum Tokio (Nationalmuseum Tokio) und dem Kaiserlichen Museum Nara (Nationalmuseum Nara). Fertiggestellt wurde es im Oktober 1895. Die Hauptausstellungshalle (特別展示館, Tokubetsu tenjikan, dt. „Sonderausstellungshalle“) wurde von Tōkuma Katayama entworfen.
1969 wurden die Sonderausstellungshalle, das Haupttor, das Eintrittskartenhäuschen und die Zäune als „Altes Kaiserliches Museum Kyōto“ zum Wichtigen Kulturgut ernannt.
Die im Jahr 1966 nach einem Entwurf von Keiichi Morita fertiggestellte neue Ausstellungshalle (平常展示館, Heijō tenjikan, dt. „normale Ausstellungshalle“) wurde zu Beginn des 21. Jahrhunderts abgerissen und durch den Heisei-Chishinkan-Anbau (Entwurf: Yoshio Taniguchi; Fertigstellung: 2013) ersetzt.